# Ajijic
Ajijic es una localidad mexicana ubicada en el municipio de Chapala, en el estado de Jalisco. Se encuentra en los alrededores del lago de Chapala y es uno de los territorios mexicanos.
Es una comunidad urbana que según el censo de 2020 tiene una población total de 11 439 habitantes.

## Historia
La historia de Ajijic comienza mucho tiempo antes de la conquista española, cuando tribus descendientes de los nahuas se establecieron en las orillas del Lago de Chapala. Se dice que el primer indígena nahua surgió de cenizas en la Isla de Mezcala, y es por este suceso que el Lago es uno de los 4 puntos cardinales en la mitología nahua.
En la lengua Náhuatl, Axixic significa "lugar donde brota el agua" ó "lugar donde corre el agua".
Ajijic como asentamiento español, fue fundado en 1531 y es una de las villas más antiguas de México. La conquista de esta área, en ese entonces conocido como Mar Chapalteco, estuvo en manos del caballero Alonso Dávalos, y al mismo tiempo la conversión de los nativos a la Cristiandad por el padre Fray Martín de Jesús, quien aquí estableció el segundo convento más antiguo en el occidente de Nueva España, en honor de San Francisco de Asís, el cual años más tarde cambió, dando al convento el nombre de San Andrés de Axixic, quien es el santo patrón hasta el día de ahora.
Las calles empedradas, la parroquia, la capilla y ya pocas residencias, datan a la influencia española, pero no fue hasta 1930 a 1940 cuando esta villa de pescadores se convirtió en un imán para extranjeros, siendo una de las primeras Khyva St. Albans, intérprete del ballet clásico ruso, que hizo de Ajijic su residencia.
El 1 de diciembre de 2020, Ajijic fue nombrado oficialmente Pueblo Mágico por la Secretaría de Turismo de México.

## Demografía
De acuerdo al censo del año 2020, Ajijic tenía una población total de 11 439 habitantes, 5,501 hombres y 5,938 mujeres. La población de 0 a 14 años de edad fue de 2 374 personas, de 15 a 29 años fue de 2 174 personas,  de 30 a 59 años, 3 635 personas y la población de 60 años y más fue de 3 252 personas. Alrededor de 466 habitantes tenían discapacidad.

### Viviendas
En Ajijic hay alrededor de 5 574 viviendas particulares, 3 667 viviendas habitadas, 3 660 viviendas particulares habitadas, y 1 990 viviendas particulares no habitadas. Alrededor de 3 614 viviendas tenían recubrimiento de piso, 3 645 tenían energía eléctrica, 3 645 contaban con agua entubada, 3 657 contaban con drenaje y 3 646 viviendas contaban con servicio sanitario.

### Evolución demográfica
| Gráfica de evolución de Ajijic entre 1900 y 2020      |
|                                                       |
| Fuente: Instituto Nacional de Estadística y Geografía |